# Aporosa lunata
Aporosa lunata là một loài thực vật có hoa trong họ Diệp hạ châu. Loài này được (Miq.) Kurz mô tả khoa học đầu tiên năm 1873.